# Tuer !
Pour plus de détails, voir Fiche technique et Distribution.
Tuer ! (斬る, Kiru), est un film japonais réalisé par Kenji Misumi et sorti en 1962.

## Synopsis
Au XIXeme siècle, un samouraï, expert dans le maniement du sabre, apprend l'histoire qui a conduit à sa naissance. Bouleversé, il offre ses services à un représentant du Shogun.

## Fiche technique
- Titre : Tuer ![2]
- Titre original : 斬る (Kiru?)
- Réalisation : Kenji Misumi
- Scénario : Kaneto Shindō, d'après un roman de Renzaburō Shibata
- Photographie : Shōzō Honda
- Musique : Ichirō Saitō
- Décors : Akira Naitō (ja)
- Montage : Kanji Suganuma (ja)
- Société de production : Daiei
- Pays de production :  Japon
- Langue originale : japonais
- Format : couleur — 2,35:1 — 35 mm — son mono (Westrex Recording System)
- Genres : film d'action, chanbara, jidai-geki
- Durée : 72 minutes[3] (métrage : sept bobines - 1 948 m[3])
- Dates de sortie :
  - Japon : 1er juillet 1962[3]

## Distribution
- Raizō Ichikawa : Shingo Takakura
- Mayumi Nagisa : Yoshio Takakura
- Masayo Banri (ja) : Sayo Tadokoro
- Jun'ichirō Narita : Mondo Tadokoro
- Matasaburō Niwa (ja) : Eijirō Chiba
- Teru Tomoda : Kihei Shōji
- Eijirō Yanagi : Ōinokami Matsudaira
- Shigeru Amachi : Tada Sōshi
- Shiho Fujimura : Fujiko Yamaguchi, la mère de Shingo
- Shinjirō Asano (ja) : Shin'emon Takakura, le père adoptif de Shingo
- Yoshio Inaba : Giichirō Ikibe, le voisin des Takakura
- Yūshi Hamada (ja) : Gijuro Ikibe, son fils
- Ikuko Mōri (ja) : Wakayama, la concubine assassinée du seigneur Iida
- Shōzō Nanbu (ja) : Yasutomi
- Toshio Chiba (ja) : un samouraï d'Edo

## Autour du film
Tuer ! est le premier volet de la Trilogie de la lame qui se poursuit avec Le Sabre (1964) et La Lame diabolique (1965),. Tourné en Tohoscope et écrit par Kaneto Shindō, le récit s'éloigne des figures imposées du film de sabre et se fait drame épique.